# Dan Nistor
Dan Nistor (Rucăr, 6 de mayo de 1988) es un futbolista rumano que juega en la demarcación de centrocampista para el Universitatea Cluj de la Liga I.

## Selección nacional
Debutó con la selección de fútbol de Rumania el 14 de noviembre de 2012 en un partido amistoso contra Israel que finalizó con un resultado de 1-2 a favor del combinado rumano tras los goles de Alexandru Maxim y Gabriel Torje para Rumania, y de Christian Benteke para Bélgica.

## Clubes
| Club                             | País    | Año       | Partidos | Goles |
| -------------------------------- | ------- | --------- | -------- | ----- |
| FC Internațional Curtea de Argeș | Rumania | 2007-2008 | 25       | 3     |
| ACS Muscelul Câmpulung (cedido)  | Rumania | 2008-2009 |          |       |
| CS Mioveni (cedido)              | Rumania | 2009-2010 | 28       | 4     |
| CS Pandurii Târgu Jiu            | Rumania | 2010-2013 | 117      | 10    |
| Évian Thonon Gaillard FC         | Francia | 2013-2014 | 9        | 0     |
| CS Pandurii Târgu Jiu            | Rumania | 2014-2016 | 90       | 4     |
| FC Dinamo București              | Rumania | 2016-2017 | 35       | 6     |
| CFR Cluj                         | Rumania | 2017      | 18       | 0     |
| FC Dinamo București              | Rumania | 2018-2019 | 71       | 14    |
| CS Universitatea Craiova FC      | Rumania | 2020-2023 | 123      | 15    |
| Universitatea Cluj               | Rumania | 2023-     | 98       | 31    |

## Palmarés

### Campeonatos nacionales
| Título               | Club                        | País    | Año  |
| -------------------- | --------------------------- | ------- | ---- |
| Cupa Ligii           | FC Dinamo București         | Rumania | 2017 |
| Copa de Rumania      | CS Universitatea Craiova FC | Rumania | 2021 |
| Supercopa de Rumania | CS Universitatea Craiova FC | Rumania | 2021 |